# Nathalie Brugger
Pour les articles homonymes, voir Brügger.
Nathalie Brugger, née le 25 décembre 1985 à Lausanne, est une sportive suisse pratiquant la voile. Elle est notamment diplômée olympique aux Jeux olympiques d'été de 2008 en Laser radial.

## Biographie
Nathalie Brugger commence la voile à 10 ans, en Optimist à Estavayer-le-Lac. En 2008, elle prend la sixième place de la compétition olympique de Laser radial est et donc diplômée. La même année, elle est élue navigatrice suisse de l'année. Quatre ans plus tard, elle est quatorzième aux Jeux olympiques en Laser radial. Elle est aussi cinq fois championne suisse en solitaire ou en double et participe à plus de 20 Championnats d'Europe ou du Monde en junior ou femmes en Optimist, 420, 470 et Laser Radial.

## Palmarès
- Jeux olympiques en laser radial
  - Jeux olympiques d'été de 2008 : 6e
  - Jeux olympiques d'été de 2012 : 14e
- Championnats du monde en laser radial
  - 2007 : 24e
  - 2008 : 18e
  - 2010 : 16e
  - 2011 : 12e
  - 2012 : 22e[1],[2]